# フィフィアネ・ミデマー
フィフィアネ・ミデマー（Vivianne Miedema）ことアンナ・マルガレータ・マリーナ・アストリド・ミデマー（Anna Margaretha Marina Astrid Miedema、1996年7月15日 - ）は、オランダ・ドレンテ州ホーヘフェーン出身の女子サッカー選手。マンチェスター・シティWFC所属。オランダ女子代表。

## 経歴

### クラブ
SCヘーレンフェーン
5歳の時にホーヘフェーンのHZVVのユースチームでサッカーを始めた。2009年にホーヘフェーンのもう一つのクラブVV de Weideへ移り、2011年にSCヘーレンフェーンへと移籍した。2011年9月2日、エールディヴィジの2011-12シーズン第1節において15歳でリーグ史上最年少デビュー。第2節のPECズヴォレ戦で初ゴールを決め、デビューシーズンを計17試合出場10得点のクラブトップスコアラーで終えた。
2013-14シーズン、BeNeリーグに参戦していたSCヘーレンフェーンでは26試合で41得点を記録した。1試合平均1.6得点という成績を残し、移籍市場でブラジルのCRフラメンゴや欧州のバイエルン・ミュンヘン、オリンピック・リヨン、パリ・サンジェルマン、ウメオIKなどから関心を集めた。
バイエルン・ミュンヘン
2014年6月6日、自身のオフィシャル・チャンネルでバイエルン・ミュンヘンへの移籍を発表し、3年契約を結んだ。ドイツでの初のリーグ戦ゴールは2014年10月5日、FCR2001デュースブルク戦(6-0)だった。11月30日のSGSエッセン戦でミデマーは足首の外部靭帯を断裂、これにより2015年2月22日のVfLヴォルフスブルク戦で復帰するまで長期離脱を経験したが、3月1日のレバークーゼン戦で再びスタメン起用されると、1ゴールを決めて2-0勝利に貢献。
クラブは8節を終えてブンデスリーガの首位に立っていたが、第11節でVfLヴォルフスブルクに敗戦。最終節でSGSエッセン戦での2-0勝利に貢献し、首位のヴォルフスブルクが引き分けたため、バイエルンは1976年以来のブンデスリーガ優勝となった。
アーセナル
マンチェスター・シティ
2024年7月5日、マンチェスター・シティへの移籍（3年契約）が発表された。

### 代表
U-19代表
2013年からA代表に召集されているが、2014年夏にはU-19欧州選手権に出場した。ノルウェーで行われた本大会はで6得点を決める重要な役割を果たし、スペインとの決勝でもこの試合唯一のゴールを決めて1-0での勝利とオランダの優勝に大きく貢献した。この大会では得点王となり、UEFAより最優秀選手に選出された。
すでにA代表で主力選手だったため、U-19オランダ代表ではそれほど多くの試合に出場しておらず、10試合7得点の成績を残している。
A代表
代表監督のローヘル・ライネルスによって選出され、2013年9月26日のアルバニア戦で女子オランダ代表にデビューした。その後、自身のいくつものゴールによって、オランダ代表にワールドカップ出場をもたらすことになった。イタリアとのアウェーでのプレーオフ2戦目は、ミデマーの2得点によって2-1で勝利し、2015年カナダで行われるワールドカップ本大会へ初めての出場権を獲得した。
しかし、ワールドカップ本大会ではゴールを決めることができず、低調だったチームの象徴として批判が集中した。開催国として迎えた2017年夏の欧州選手権でもグループステージ3試合無得点で批判を受けたが、準々決勝のスウェーデン戦で遂に本大会初得点を決めた。
2019年6月15日、ワールドカップ・グループステージのカメルーン戦(3-1勝利)で2得点を決めてオランダ代表での通算得点を60(77試合)に伸ばし、マノン・メーリスの持っていた記録(59点)を抜いて22歳で歴代最多得点者となった。

## エピソード・評価
- 2014年12月14日にオランダのスポーツ雑誌 Heldenの読者投票によって2014年のヘルディンに選ばれている。全投票の31.7%を得て、2位のIreen Wüst (23%)、3位のDafne Schippers (22.2%)を大きく突き放した[14]。
- 2014年の素晴らしいパフォーマンスにより、2015年1月5日にはホーヘフェーネール・ファン・ヘット・ヤールを受賞した[15]。
- 正真正銘のフェイエノールト・サポーターであり、かつてはシーズンチケットも持っていた。かつては大ファンだったディルク・カイトがお手本とする選手であり、後にはこちらも自身のヒーローだったロビン・ファン・ペルシがプレースタイルのお手本となった[16]。
- バイエルン・ミュンヘン、アーセナルでチームメイトだったリサ・エバンス（英語版）と6年間交際していた。現在はアーセナルのチームメイトでありサッカーイングランド女子代表のベス・ミード（英語版）と交際している[17]。

## 個人成績

### クラブ
| クラブ                 | シーズン           | リーグ             | 背番号 | リーグ戦 | リーグ戦 | カップ戦 | カップ戦 | リーグ杯 | リーグ杯 | UEFA | UEFA | 合計 | 合計 |
| クラブ                 | シーズン           | リーグ             | 背番号 | 出場     | 得点     | 出場     | 得点     | 出場     | 得点     | 出場 | 得点 | 出場 | 得点 |
| ---------------------- | ------------------ | ------------------ | ------ | -------- | -------- | -------- | -------- | -------- | -------- | ---- | ---- | ---- | ---- |
| SCヘーレンフェーン     | 2011-12            | エールディビジ     |        | 17       | 10       | 2        | 2        | —        | —        | -    | -    | 19   | 12   |
| SCヘーレンフェーン     | 2012-13            | BeNeリーグ         |        | 26       | 27       | 2        | 2        | —        | —        | -    | -    | 28   | 29   |
| SCヘーレンフェーン     | 2013-14            | BeNeリーグ         | 10     | 26       | 41       | 1        | 1        | —        | —        | -    | -    | 27   | 42   |
| SCヘーレンフェーン     | 通算               | 通算               | 通算   | 69       | 78       | 5        | 5        | 0        | 0        | 0    | 0    | 76   | 83   |
| バイエルン・ミュンヘン | 2014-15            | 女子ブンデスリーガ | 10     | 17       | 7        | 2        | 1        | —        | —        | -    | -    | 19   | 8    |
| バイエルン・ミュンヘン | 2015-16            | 女子ブンデスリーガ | 10     | 22       | 14       | 4        | 4        | —        | —        | 2    | 0    | 28   | 18   |
| バイエルン・ミュンヘン | 2016-17            | 女子ブンデスリーガ | 10     | 22       | 14       | 3        | 4        | —        | —        | 6    | 8    | 31   | 26   |
| バイエルン・ミュンヘン | 通算               | 通算               | 通算   | 61       | 35       | 9        | 9        | 0        | 0        | 8    | 8    | 78   | 52   |
| アーセナル             | 2017-18            | FA WSL             | 11     | 11       | 4        | 3        | 1        | 5        | 3        | -    | -    | 19   | 8    |
| アーセナル             | 2018-19            | FA WSL             | 11     | 20       | 22       | 1        | 0        | 7        | 9        | -    | -    | 28   | 31   |
| アーセナル             | 2019-20            | FA WSL             | 11     | 14       | 16       | 4        | 0        | 7        | 3        | 9    | 10   | 34   | 29   |
| アーセナル             | 2020-21            | FA WSL             | 11     | 22       | 18       | 2        | 2        | 3        | 5        | -    | -    | 27   | 25   |
| アーセナル             | 2021-22            | FA WSL             | 11     | 22       | 14       | 4        | 2        | 1        | 0        | 12   | 7    | 39   | 23   |
| アーセナル             | 2022-23            | WSL                | 11     | 8        | 4        | 0        | 0        | 0        | 0        | 7    | 3    | 15   | 7    |
| アーセナル             | 2023-24            | WSL                | 11     | 9        | 2        | 1        | 0        | 4        | 0        | 0    | 0    | 14   | 2    |
| アーセナル             | 通算               | 通算               | 通算   | 106      | 80       | 15       | 5        | 27       | 20       | 28   | 20   | 176  | 125  |
| マンチェスター・シティ | 2024-25            | WSL                | 6      | 11       | 7        | 2        | 1        | 2        | 0        | 4    | 3    | 19   | 11   |
| マンチェスター・シティ | 2025-26            | WSL                | 10     |          |          |          |          |          |          | -    | -    |      |      |
| マンチェスター・シティ | 通算               | 通算               | 通算   | 11       | 7        | 2        | 1        | 2        | 0        | 4    | 3    | 19   | 11   |
| 通算                   | オランダ           | オランダ           | 1部    | 17       | 10       | 2        | 2        | 0        | 0        | 0    | 0    | 19   | 12   |
| 通算                   | ベルギー・オランダ | ベルギー・オランダ | 1部    | 52       | 68       | 3        | 3        | 0        | 0        | 0    | 0    | 55   | 71   |
| 通算                   | ドイツ             | ドイツ             | 1部    | 61       | 35       | 9        | 9        | 0        | 0        | 8    | 8    | 78   | 52   |
| 通算                   | イングランド       | イングランド       | 1部    | 117      | 87       | 17       | 6        | 29       | 20       | 32   | 23   | 195  | 136  |
| 総通算                 | 総通算             | 総通算             | 総通算 | 247      | 200      | 31       | 20       | 29       | 20       | 40   | 31   | 347  | 271  |

### 代表

#### 試合数
| オランダ女子代表 | 国際Aマッチ | 国際Aマッチ |
| 年               | 出場        | 得点        |
| ---------------- | ----------- | ----------- |
| 2013             | 4           | 7           |
| 2014             | 24          | 11          |
| 2015             | 12          | 3           |
| 2016             | 10          | 8           |
| 2017             | 21          | 20          |
| 2018             | 7           | 4           |
| 2019             | 19          | 16          |
| 2020             | 4           | 1           |
| 2021             | 13          | 15          |
| 2022             | 11          | 10          |
| 2023             | 2           | 0           |
| 2024             | 3           | 1           |
| 2025             | 7           | 4           |
| 通算             | 127         | 100         |

2025年7月9日現在